# Argentinas damlandslag i ishockey
Argentinas damlandslag i ishockey representerar Argentina i ishockey på damsidan. Första landskampen spelades i Cuautitlán Izcalli den 18 februari år 2012 och vanns med 1-0 mot Mexiko.

### Fotnoter
1. ↑  ”Argentina Women Official Results” (på engelska) ( PDF). Nationalteamsoficehockey. https://nationalteamsoficehockey.com/wp-content/uploads/2019/09/Argentina-Women-Official-Results.pdf. Läst 30 mars 2015.